# Psolidium prostratum
Psolidium prostratum is een zeekomkommer uit de familie Psolidae.
De wetenschappelijke naam van de soort werd in 1981 gepubliceerd door David Pawson & J.F. Valentine.